# Compañía Española de Minas del Rif S.A.

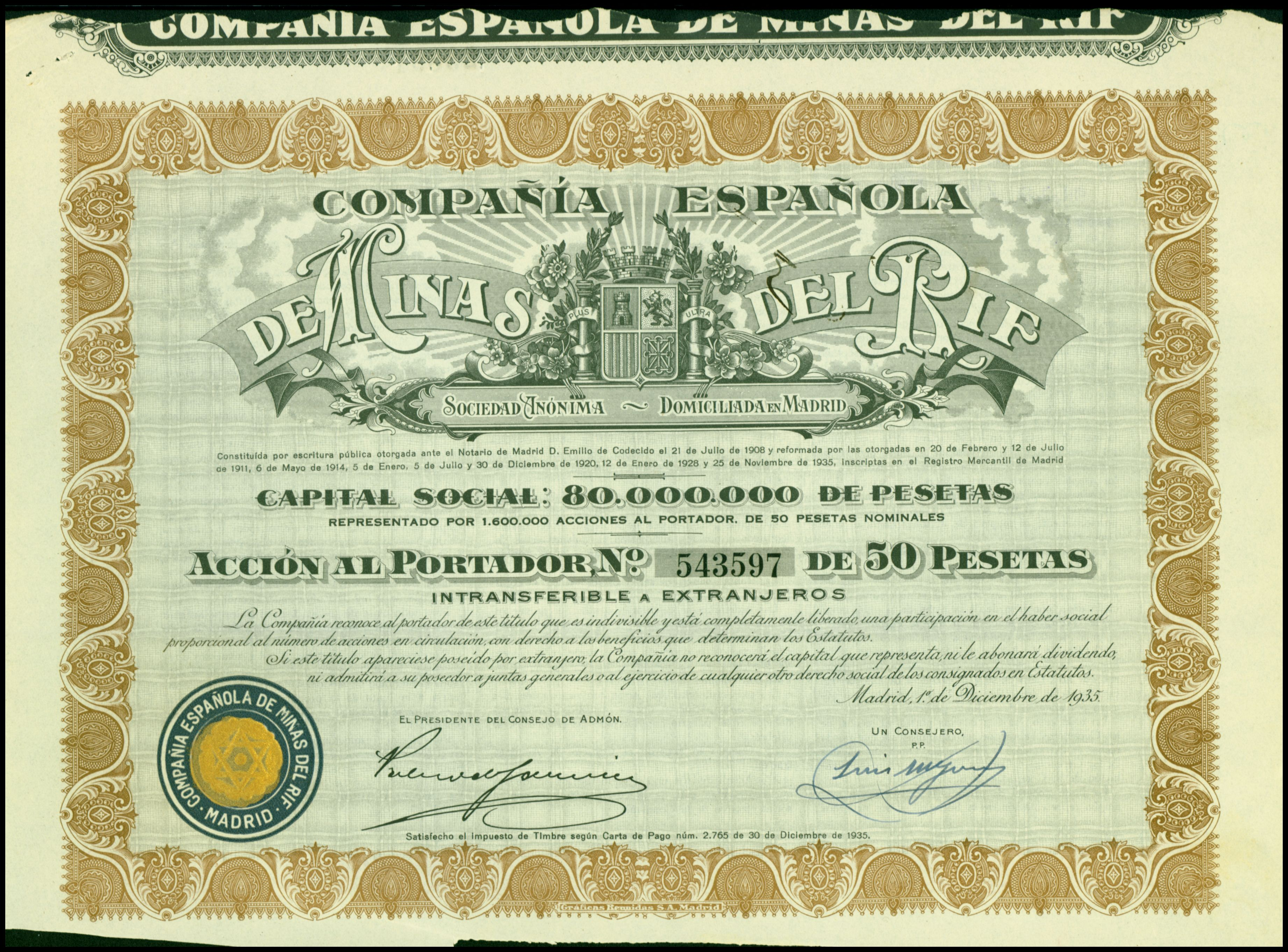
Action de Compañía Española de Minas del Rif S.A., publie en 1935

La Compañía Española de Minas del Rif S.A. est une compagnie par actions (CEMR ) qui a exploité  le sous-sol du Maroc espagnol pour en extraire du minerai de fer de 1908 à 1984 aux heures de la colonisation espagnole.  